# Rock and Roll Hall of Fame

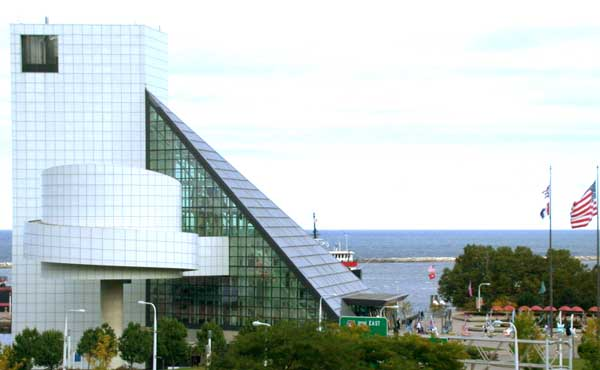
Rock and Roll Hall of Fame

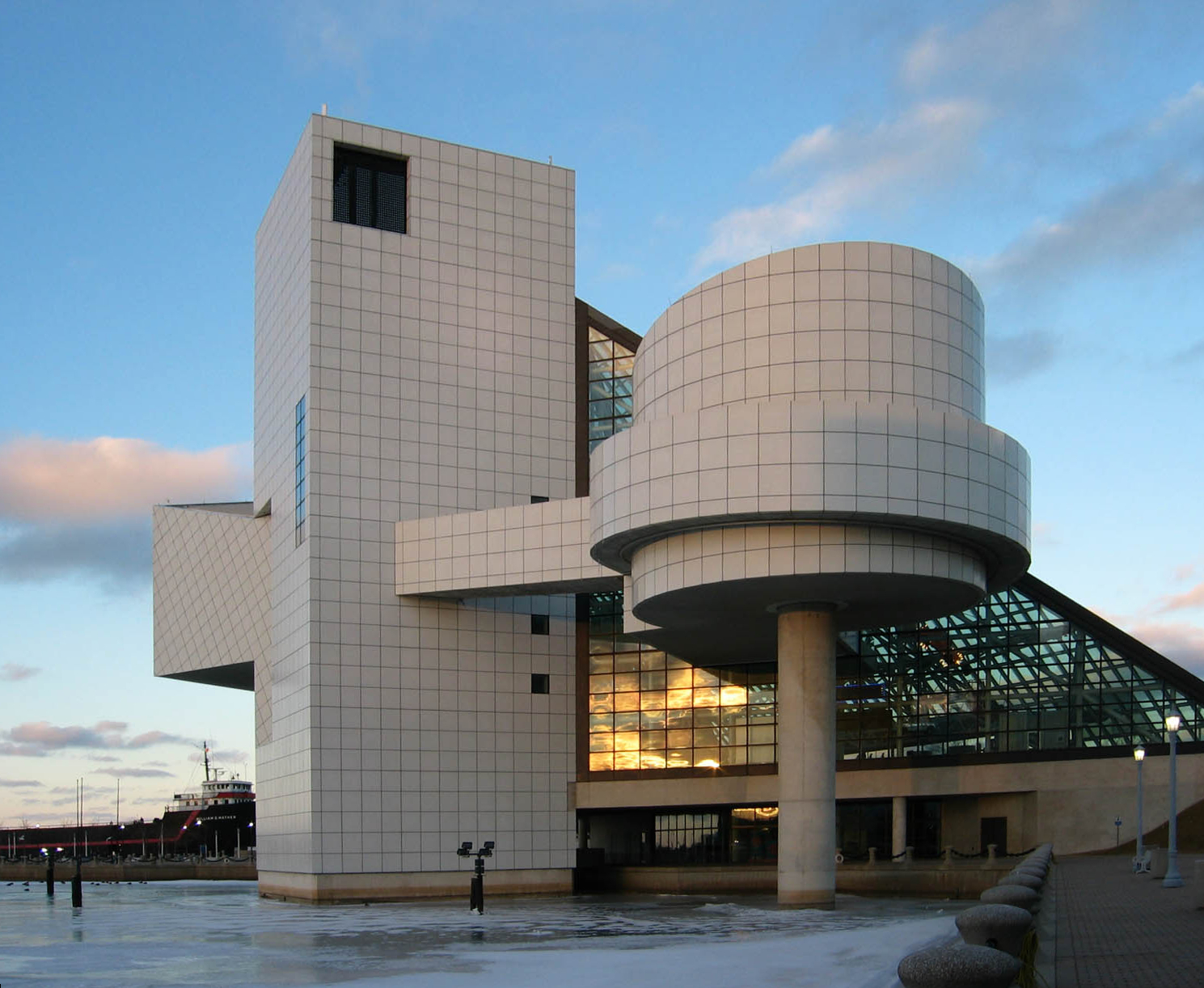
Rock and Roll Hall of Fame

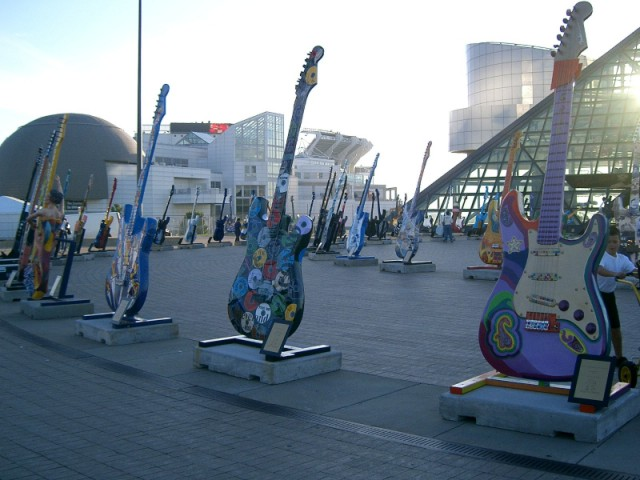
Rock and Roll Hall of Fame

Rock and Roll Hall of Fame (česky Rokenrolová síň slávy) je muzeum v Clevelandu v Ohiu pro významné hudebníky, producenty a ostatní osobnosti důležité pro rock and roll.
Nová budova Rock and Roll Hall of Fame byla otevřena 2. září 1995.
Známý architekt Ieoh Ming Pei připravil projekt stavby pro muzeum. „Koncepce této budovy by měla odrážet energii Rock and Rollu“, takto popsal ideu na začátku stavebních prací. Budova má téměř 14 000 m2 a stála 84 milionů dolarů.
Proč Cleveland? Z Clevelandu pochází diskžokej Alan Freed, který výraz „Rock and Roll“ začal prosazovat už v roce 1951. Moderoval noční rozhlasový pořad „The Moondog Rock & Roll House Partys“, ve kterém se věnoval výhradně „rokenrolu“.
Od roku 1986 se do Rokenrolové síně slávy každoročně přijímá určené množství nových členů.
- Výkonní umělci – sóloví umělci nebo skupiny, jejichž první album bylo vydáno nejméně 25 let před uvedením a zároveň představují značný přínos pro rozvoj svého stylu.
- Průkopníci – osoby, které položily základy pro rozvoj stylu.
- Studioví hudebníci – vynikající studioví hudebníci, často pro širší okruh lidí neznámí, kteří znamenají značný přínos pro rozvoj rocku.
- Jiné osoby – skladatelé, textaři, producenti, prezentátoři, novináři, organizátoři hudebního života, kteří se přičinili o rozvoj a popularizaci rockové hudby.

## Členové Rock and Roll Hall of Fame
| Rok  | Obrázek                                                                                     | Jméno                                  | Uvedení členové (u skupin) |
| ---- | ------------------------------------------------------------------------------------------- | -------------------------------------- | --- |
| 1986 |                                                                                             | Chuck Berry                            | |
| 1986 |                                                                                             | James Brown                            | |
| 1986 |                                                                                             | Ray Charles                            | |
| 1986 |                                                                                             | Sam Cooke                              | |
| 1986 |                                                                                             | Fats Domino                            | |
| 1986 |                                                                                             | The Everly Brothers                    | Don Everly a Phil Everly. |
| 1986 |                                                                                             | Buddy Holly                            | |
| 1986 |                                                                                             | Jerry Lee Lewis                        | |
| 1986 |                                                                                             | Little Richard                         | |
| 1986 |                                                                                             | Elvis Presley                          | |
| 1987 |                                                                                             | The Coasters                           | Carl Gardner, Cornell Gunter, Billy Guy a Will „Dub“ Jones. |
| 1987 |                                                                                             | Eddie Cochran                          | |
| 1987 |                                                                                             | Bo Diddley                             | |
| 1987 |                                                                                             | Aretha Franklin                        | |
| 1987 |                                                                                             | Marvin Gaye                            | |
| 1987 |                                                                                             | Bill Haley                             | |
| 1987 |                                                                                             | B. B. King                             | |
| 1987 |                                                                                             | Clyde McPhatter                        | |
| 1987 |                                                                                             | Ricky Nelson                           | |
| 1987 |                                                                                             | Roy Orbison                            | |
| 1987 |                                                                                             | Carl Perkins                           | |
| 1987 |                                                                                             | Smokey Robinson                        | |
| 1987 |                                                                                             | Big Joe Turner                         | |
| 1987 |                                                                                             | Muddy Waters                           | |
| 1987 |                                                                                             | Jackie Wilson                          | |
| 1988 |                                                                                             | The Beach Boys                         | Al Jardine, Mike Love, Brian Wilson, Carl Wilson a Dennis Wilson. |
| 1988 | left to right: John Lennon, Paul McCartney, George Harrison and Ringo Starr                 | The Beatles                            | George Harrison, John Lennon, Paul McCartney a Ringo Starr. |
| 1988 |                                                                                             | The Drifters                           | Ben E. King, Rudy Lewis, Clyde McPhatter, Johnny Moore, Bill Pinkney, Charlie Thomas a Gerhart Thrasher. |
| 1988 |                                                                                             | Bob Dylan                              | |
| 1988 |                                                                                             | The Supremes                           | Florence Ballard, Diana Ross a Mary Wilson. |
| 1989 |                                                                                             | Dion DiMucci                           | |
| 1989 |                                                                                             | Otis Redding                           | |
| 1989 |                                                                                             | The Rolling Stones                     | Mick Jagger, Brian Jones, Keith Richards, Ian Stewart, Mick Taylor, Charlie Watts, Ronnie Wood a Bill Wyman. |
| 1989 |                                                                                             | The Temptations                        | Dennis Edwards, Melvin Franklin, Eddie Kendricks, David Ruffin, Otis Williams a Paul Williams. |
| 1989 |                                                                                             | Stevie Wonder                          | |
| 1990 |                                                                                             | Hank Ballard                           | |
| 1990 |                                                                                             | Bobby Darin                            | |
| 1990 |                                                                                             | The Four Seasons                       | Tom DeVito, Bob Gaudio, Nick Massi a Frankie Valli. |
| 1990 |                                                                                             | Four Tops                              | Renaldo „Obie“ Benson, Abdul „Duke“ Fakir, Lawrence Payton a Levi Stubbs. |
| 1990 | left to right: Pete Quaife, Dave Davies, Ray Davies, Mick Avory.                            | The Kinks                              | Mick Avory, Dave Davies, Ray Davies a Pete Quaife. |
| 1990 |                                                                                             | The Platters                           | David Lynch, Herb Reed, Paul Robi, Zola Taylor a Tony Williams. |
| 1990 |                                                                                             | Simon & Garfunkel                      | Paul Simon a Art Garfunkel. |
| 1990 |                                                                                             | The Who                                | Roger Daltrey, John Entwistle, Keith Moon a Pete Townshend. |
| 1991 |                                                                                             | LaVern Baker                           | |
| 1991 |                                                                                             | The Byrds                              | Gene Clark, Michael Clarke, David Crosby, Chris Hillman a Roger McGuinn. |
| 1991 |                                                                                             | John Lee Hooker                        | |
| 1991 |                                                                                             | The Impressions                        | Arthur Brooks, Richard Brooks, Jerry Butler, Fred Cash, Sam Gooden a Curtis Mayfield. |
| 1991 |                                                                                             | Wilson Pickett                         | |
| 1991 |                                                                                             | Jimmy Reed                             | |
| 1991 |                                                                                             | Ike & Tina Turner                      | Ike Turner a Tina Turner. |
| 1992 |                                                                                             | Bobby „Blue“ Bland                     | |
| 1992 |                                                                                             | Booker T. & the M.G.'s                 | Booker T. Jones, Steve Cropper, Donald „Duck“ Dunn, Al Jackson, Jr. a Lewie Steinberg. |
| 1992 |                                                                                             | Johnny Cash                            | |
| 1992 |                                                                                             | The Isley Brothers                     | Ernie Isley, Marvin Isley, O'Kelly Isley, Jr., Ronald Isley, Rudolph Isley a Chris Jasper. |
| 1992 |                                                                                             | The Jimi Hendrix Experience            | Jimi Hendrix, Mitch Mitchell a Noel Redding. |
| 1992 |                                                                                             | Sam & Dave                             | Sam Moore a Dave Prater. |
| 1992 |                                                                                             | The Yardbirds                          | Jeff Beck, Eric Clapton, Chris Dreja, Jim McCarty, Jimmy Page, Keith Relf a Paul Samwell-Smith. |
| 1993 |                                                                                             | Ruth Brown                             | |
| 1993 |                                                                                             | Cream                                  | Ginger Baker, Jack Bruce a Eric Clapton. |
| 1993 |                                                                                             | Creedence Clearwater Revival           | Doug Clifford, Stu Cook, John Fogerty a Tom Fogerty. |
| 1993 |                                                                                             | The Doors                              | John Densmore, Robby Krieger, Ray Manzarek a Jim Morrison. |
| 1993 |                                                                                             | Frankie Lymon & The Teenagers          | Sherman Garnes, Frankie Lymon, Jimmy Merchant, Joe Negroni a Herman Santiago |
| 1993 |                                                                                             | Etta James                             | |
| 1993 |                                                                                             | Van Morrison                           | |
| 1993 |                                                                                             | Sly & the Family Stone                 | Gregg Errico, Larry Graham, Jerry Martini, Cynthia Robinson, Freddie Stone, Rosie Stone a Sly Stone. |
| 1994 |                                                                                             | The Animals                            | Eric Burdon, Chas Chandler, Alan Price, John Steel a Hilton Valentine. |
| 1994 |                                                                                             | The Band                               | Rick Danko, Levon Helm, Garth Hudson, Richard Manuel a Robbie Robertson. |
| 1994 |                                                                                             | Duane Eddy                             | |
| 1994 |                                                                                             | Grateful Dead                          | Tom Constanten, Jerry Garcia, Donna Jean Godchaux, Keith Godchaux, Mickey Hart, Robert Hunter, Bill Kreutzmann, Phil Lesh, Ron „Pigpen“ McKernan, Brent Mydland, Bob Weir a Vince Welnick.                                                                     |
| 1994 |                                                                                             | Elton John                             | |
| 1994 |                                                                                             | John Lennon                            | |
| 1994 |                                                                                             | Bob Marley                             | |
| 1994 |                                                                                             | Rod Stewart                            | |
| 1995 |                                                                                             | The Allman Brothers Band               | Duane Allman, Gregg Allman, Dickey Betts, Jai Johanny Johanson, Berry Oakley a Butch Trucks. |
| 1995 |                                                                                             | Al Green                               | |
| 1995 |                                                                                             | Janis Joplin                           | |
| 1995 |                                                                                             | Led Zeppelin                           | John Bonham, John Paul Jones, Jimmy Page a Robert Plant |
| 1995 |                                                                                             | Martha and the Vandellas               | Martha Reeves, Rosalind Ashford, Betty Kelly, Lois Reeves a Annette Beard. |
| 1995 |                                                                                             | Neil Young                             | |
| 1995 |                                                                                             | Frank Zappa                            | |
| 1996 |                                                                                             | David Bowie                            | |
| 1996 | Left to right: William "Red" Guest, Edward Patten, Merald "Bubba" Knight, and Gladys Knight | Gladys Knight & the Pips               | William Guest, Gladys Knight, Merald „Bubba“ Knight a Edward Patten. |
| 1996 |                                                                                             | Jefferson Airplane                     | Marty Balin, Jack Casady, Spencer Dryden, Paul Kantner, Jorma Kaukonen a Grace Slick. |
| 1996 |                                                                                             | Little Willie John                     | |
| 1996 |                                                                                             | Pink Floyd                             | Syd Barrett, David Gilmour, Nick Mason, Roger Waters, a Rick Wright. |
| 1996 |                                                                                             | The Shirelles                          | Shirley Alston Reeves, Addie Harris, Doris Kenner-Jackson a Beverly Lee. |
| 1996 |                                                                                             | The Velvet Underground                 | John Cale, Sterling Morrison, Lou Reed a Maureen Tucker. |
| 1997 |                                                                                             | Bee Gees                               | Barry Gibb, Maurice Gibb a Robin Gibb. |
| 1997 |                                                                                             | Buffalo Springfield                    | Richie Furay, Dewey Martin, Bruce Palmer, Stephen Stills a Neil Young. |
| 1997 |                                                                                             | Crosby, Stills & Nash                  | David Crosby, Graham Nash a Stephen Stills. |
| 1997 |                                                                                             | The Jackson 5                          | Jackie Jackson, Jermaine Jackson, Marlon Jackson, Michael Jackson a Tito Jackson. |
| 1997 |                                                                                             | Joni Mitchell                          | |
| 1997 |                                                                                             | Parliament-Funkadelic                  | Jerome Brailey, George Clinton, Bootsy Collins, Raymond Davis, Tiki Fulwood, Glen Goins, Michael Hampton, Fuzzy Haskins, Eddie Hazel, Walter Morrison, Cordell Mosson, William „Billy Bass“ Nelson, Garry Shider, Calvin Simon, Grady Thomas a Bernie Worrell. |
| 1997 |                                                                                             | The Rascals                            | Eddie Brigati, Felix Cavaliere, Gene Cornish a Dino Danelli. |
| 1998 |                                                                                             | Eagles                                 | Don Felder, Glenn Frey, Don Henley, Bernie Leadon, Randy Meisner, Timothy B. Schmit a Joe Walsh. |
| 1998 |                                                                                             | Fleetwood Mac                          | Lindsey Buckingham, Mick Fleetwood, Peter Green, Danny Kirwan, Christine McVie, John McVie, Stevie Nicks a Jeremy Spencer. |
| 1998 |                                                                                             | The Mamas & the Papas                  | Denny Doherty, Cass Elliot, John Phillips a Michelle Phillips. |
| 1998 |                                                                                             | Lloyd Price                            | |
| 1998 |                                                                                             | Santana                                | Jose Chepito Areas, David Brown, Mike Carabello, Gregg Rolie, Carlos Santana a Michael Shrieve. |
| 1998 |                                                                                             | Gene Vincent                           | |
| 1999 |                                                                                             | Billy Joel                             | |
| 1999 |                                                                                             | Curtis Mayfield                        | |
| 1999 |                                                                                             | Paul McCartney                         | |
| 1999 |                                                                                             | Del Shannon                            | |
| 1999 |                                                                                             | Dusty Springfield                      | |
| 1999 |                                                                                             | Bruce Springsteen                      | |
| 1999 |                                                                                             | The Staple Singers                     | Cleotha Staples, Mavis Staples, Pervis Staples, Pops Staples a Yvonne Staples. |
| 2000 |                                                                                             | Eric Clapton                           | |
| 2000 |                                                                                             | Earth, Wind & Fire                     | Philip Bailey, Larry Dunn, Johnny Graham, Ralph Johnson, Al McKay, Fred White, Maurice White, Verdine White a Andrew Woolfolk. |
| 2000 |                                                                                             | The Lovin' Spoonful                    | Steve Boone, Joe Butler, John Sebastian a Zal Yanovsky. |
| 2000 |                                                                                             | The Moonglows                          | Prentiss Barnes, Harvey Fuqua, Peter Graves, Billy Johnson a Bobby Lester. |
| 2000 |                                                                                             | Bonnie Raitt                           | |
| 2000 |                                                                                             | James Taylor                           | |
| 2001 |                                                                                             | Aerosmith                              | Tom Hamilton, Joey Kramer, Joe Perry, Steven Tyler a Brad Whitford. |
| 2001 |                                                                                             | Solomon Burke                          | |
| 2001 |                                                                                             | The Flamingos                          | Jake Carey, Zeke Carey, Johnny Carter, Tommy Hunt, Terry „Buzzy“ Johnson, Sollie McElroy, Nate Nelson a Paul Wilson. |
| 2001 |                                                                                             | Michael Jackson                        | |
| 2001 |                                                                                             | Queen                                  | John Deacon, Brian May, Freddie Mercury a Roger Taylor. |
| 2001 |                                                                                             | Paul Simon                             | |
| 2001 |                                                                                             | Steely Dan                             | Walter Becker a Donald Fagen. |
| 2001 |                                                                                             | Ritchie Valens                         | |
| 2002 |                                                                                             | Isaac Hayes                            | |
| 2002 |                                                                                             | Brenda Lee                             | |
| 2002 |                                                                                             | Tom Petty and the Heartbreakers        | Tom Petty, Ron Blair, Mike Campbell, Howie Epstein, Stan Lynch a Benmont Tench. |
| 2002 |                                                                                             | Gene Pitney                            | |
| 2002 |                                                                                             | Ramones                                | Dee Dee Ramone, Joey Ramone, Johnny Ramone, Marky Ramone a Tommy Ramone. |
| 2002 |                                                                                             | Talking Heads                          | David Byrne, Chris Frantz, Jerry Harrison a Tina Weymouth. |
| 2003 | Brian Johnson and Angus Young in 2008                                                       | AC/DC                                  | Brian Johnson, Phil Rudd, Bon Scott, Cliff Williams, Angus Young a Malcolm Young. |
| 2003 | The Clash in 1980                                                                           | The Clash                              | Terry Chimes, Topper Headon, Mick Jones, Paul Simonon a Joe Strummer. |
| 2003 |                                                                                             | Elvis Costello & the Attractions       | Elvis Costello, Steve Nieve, Bruce Thomas a Pete Thomas. |
| 2003 |                                                                                             | The Police                             | Stewart Copeland, Sting a Andy Summers. |
| 2003 |                                                                                             | The Righteous Brothers                 | Bobby Hatfield a Bill Medley. |
| 2004 |                                                                                             | Jackson Browne                         | |
| 2004 |                                                                                             | The Dells                              | Verne Allison, Chuck Barksdale, Johnny Carter, Johnny Funches, Marvin Junior a Michael McGill. |
| 2004 |                                                                                             | George Harrison                        | |
| 2004 |                                                                                             | Prince                                 | |
| 2004 |                                                                                             | Bob Seger                              | |
| 2004 |                                                                                             | Traffic                                | Jim Capaldi, Dave Mason, Steve Winwood a Chris Wood. |
| 2004 |                                                                                             | ZZ Top                                 | Frank Beard, Billy Gibbons a Dusty Hill. |
| 2005 |                                                                                             | Buddy Guy                              | |
| 2005 |                                                                                             | The O'Jays                             | Eddie Levert, Bobby Massey, William Powell, Sammy Strain a Walter Williams. |
| 2005 |                                                                                             | The Pretenders                         | Martin Chambers, Pete Farndon, James Honeyman-Scott a Chrissie Hynde. |
| 2005 |                                                                                             | Percy Sledge                           | |
| 2005 |                                                                                             | U2                                     | Bono, Adam Clayton, The Edge a Larry Mullen, Jr. |
| 2006 |                                                                                             | Black Sabbath                          | Geezer Butler, Tony Iommi, Ozzy Osbourne a Bill Ward. |
| 2006 |                                                                                             | Blondie                                | Clem Burke, Jimmy Destri, Nigel Harrison, Debbie Harry, Frank Infante, Chris Stein a Gary Valentine Lachman. |
| 2006 |                                                                                             | Miles Davis                            | |
| 2006 |                                                                                             | Lynyrd Skynyrd                         | Bob Burns, Allen Collins, Steve Gaines, Ed King, Billy Powell, Artimus Pyle, Gary Rossington, Ronnie Van Zant a Leon Wilkeson. |
| 2006 |                                                                                             | Sex Pistols                            | Paul Cook, Steve Jones, Glen Matlock, Johnny Rotten a Sid Vicious. |
| 2007 |                                                                                             | Grandmaster Flash and The Furious Five | Grandmaster Flash, Cowboy, Kidd Creole, Melle Mel, Rahiem a Scorpio. |
| 2007 |                                                                                             | R.E.M.                                 | Bill Berry, Peter Buck, Mike Mills a Michael Stipe. |
| 2007 |                                                                                             | The Ronettes                           | Estelle Bennett, Ronnie Spectorová a Nedra Talley. |
| 2007 |                                                                                             | Patti Smith                            | |
| 2007 |                                                                                             | Van Halen                              | Michael Anthony, Sammy Hagar, David Lee Roth, Alex Van Halen a Eddie Van Halen. |
| 2008 |                                                                                             | The Dave Clark Five                    | Dave Clark, Lenny Davidson, Rick Huxley, Denis Payton a Mike Smith. |
| 2008 |                                                                                             | Leonard Cohen                          | |
| 2008 |                                                                                             | Madonna                                | |
| 2008 |                                                                                             | John Mellencamp                        | |
| 2008 |                                                                                             | The Ventures                           | Bob Bogle, Nokie Edwards, Gerry McGee, Mel Taylor a Don Wilson. |
| 2009 |                                                                                             | Jeff Beck                              | |
| 2009 |                                                                                             | Little Anthony and the Imperials       | Clarence Collins, Anthony Gourdine, Tracy Lord, Glouster „Nat“ Rogers, Sammy Strain a Ernest Wright Jr. |
| 2009 |                                                                                             | Metallica                              | Cliff Burton, Kirk Hammett, James Hetfield, Jason Newsted, Robert Trujillo a Lars Ulrich. |
| 2009 |                                                                                             | Run-D.M.C.                             | Darryl „D.M.C.“ McDaniels, Jason „Jam-Master Jay“ Mizell a Joseph „DJ Run“ Simmons. |
| 2009 |                                                                                             | Bobby Womack                           | |
| 2010 |                                                                                             | ABBA                                   | Benny Andersson, Agnetha Fältskog, Anni-Frid Lyngstadová a Björn Ulvaeus. |
| 2010 | left to right: Daryl Stuermer, Mike Rutherford, Tony Banks, Phil Collins                    | Genesis                                | Tony Banks, Phil Collins, Peter Gabriel, Steve Hackett a Mike Rutherford. |
| 2010 |                                                                                             | Jimmy Cliff                            | |
| 2010 |                                                                                             | The Hollies                            | Bernie Calvert, Allan Clarke, Bobby Elliott, Eric Haydock, Tony Hicks, Graham Nash a Terry Sylvester. |
| 2010 |                                                                                             | The Stooges                            | Dave Alexander, Ron Asheton, Scott Asheton, Iggy Pop a James Williamson. |
| 2011 |                                                                                             | Alice Cooper                           | Alice Cooper, Michael Bruce, Glen Buxton, Dennis Dunaway a Neal Smith. |
| 2011 |                                                                                             | Neil Diamond                           | |
| 2011 |                                                                                             | Dr. John                               | |
| 2011 |                                                                                             | Darlene Love                           | |
| 2011 |                                                                                             | Tom Waits                              | |
| 2012 |                                                                                             | Beastie Boys                           | Michael „Mike D“ Diamond, Adam „Ad-Rock“ Horovitz a Adam „MCA“ Yauch. |
| 2012 |                                                                                             | The Blue Caps                          | doprovodná skupina Gene Vincenta. Uvedeni: Tommy Facenda, Cliff Gallup, Dickie Harrell, Bobby Jones, Johnny Meeks, Jack Neal, Paul Peek a Willie Williams. |
| 2012 |                                                                                             | The Comets                             | doprovodná skupina Billa Haleyho. Uvedeni: Joey Ambrose, Franny Beecher, Danny Cedrone, Johnny Grande, Ralph Jones, Marshall Lytle, Rudy Pompilli, Al Rex, Dick Richards a Billy Williamson.                                                                   |
| 2012 |                                                                                             | The Crickets                           | doprovodná skupina Buddy Holly. Uvedeni: Jerry Allison, Sonny Curtis, Joe B. Mauldin a Niki Sullivan. |
| 2012 |                                                                                             | Donovan                                | |
| 2012 |                                                                                             | The Famous Flames                      | doprovodná skupina Jamese Browna. Uvedeni: Bobby Bennett, Bobby Byrd, Lloyd Stallworth a Johnny Terry. |
| 2012 |                                                                                             | Guns N' Roses                          | Steven Adler, Duff McKagan, Dizzy Reed, Axl Rose, Slash, Matt Sorum a Izzy Stradlin. |
| 2012 |                                                                                             | The Midnighters                        | doprovodná skupina Hanka Ballarda. Uvedeni: Henry Booth, Cal Green, Arthur Porter, Lawson Smith, Charles Sutton, Norman Thrasher a Sonny Woods. |
| 2012 |                                                                                             | The Miracles                           | doprovodná skupina Smokey Robinsona. Uvedeni: Pete Moore, Claudette Rogers Robinson, Bobby Rogers, Marv Tarplin a Ronald White. |
| 2012 |                                                                                             | Laura Nyro                             | |
| 2012 |                                                                                             | Red Hot Chili Peppers                  | Flea, John Frusciante, Jack Irons, Anthony Kiedis, Josh Klinghoffer, Cliff Martinez, Hillel Slovak a Chad Smith. |
| 2012 |                                                                                             | Small Faces/The Faces                  | Kenney Jones, Ronnie Lane, Ian McLagan, Steve Marriott, Rod Stewart a Ronnie Wood. |
| 2013 |                                                                                             | Heart                                  | Michael DeRosier, Roger Fisher, Steve Fossen, Howard Leese, Ann Wilson a Nancy Wilson |
| 2013 |                                                                                             | Albert King                            | |
| 2013 |                                                                                             | Randy Newman                           | |
| 2013 |                                                                                             | Public Enemy                           | William Drayton, Richard Griffin, Norman Lee Rogers a Carlton Ridenhour |
| 2013 |                                                                                             | Rush                                   | Geddy Lee, Alex Lifeson a Neil Peart |
| 2013 |                                                                                             | Donna Summer                           | |
| 2014 |                                                                                             | Nirvana                                | Kurt Cobain, Dave Grohl a Krist Novoselic |
| 2014 |                                                                                             | Kiss                                   | Peter Criss, Ace Frehley, Gene Simmons a Paul Stanley |
| 2014 |                                                                                             | Hall & Oates                           | Daryl Hall, John Oates |
| 2014 |                                                                                             | Peter Gabriel                          | |
| 2014 |                                                                                             | Linda Ronstadt                         | |
| 2014 |                                                                                             | Cat Stevens                            | |
| 2015 |                                                                                             | The Paul Butterfield Blues Band        | |
| 2015 |                                                                                             | Green Day                              | Billie Joe Armstrong, Tré Cool a Mike Dirnt |
| 2015 |                                                                                             | Joan Jett & the Blackhearts            | |
| 2015 |                                                                                             | Lou Reed                               | |
| 2015 |                                                                                             | Stevie Ray Vaughan a Double Trouble    | |
| 2015 |                                                                                             | Bill Withers                           | |
| 2016 |                                                                                             | Cheap Trick                            | Bun E. Carlos, Rick Nielsen, Tom Petersson a Robin Zander. |
| 2016 |                                                                                             | Chicago                                | Peter Cetera, Terry Kath, Robert Lamm, Lee Loughnane, James Pankow, Walter Parazaider a Danny Seraphine. |
| 2016 |                                                                                             | Deep Purple                            | Ritchie Blackmore, David Coverdale, Rod Evans, Ian Gillan, Roger Glover, Glenn Hughes, Jon Lord a Ian Paice. |
| 2016 |                                                                                             | N.W.A                                  | DJ Yella, Ice Cube, MC Ren, Eazy-E a Dr. Dre. |
| 2016 |                                                                                             | Steve Miller                           | |
| 2017 |                                                                                             | Electric Light Orchestra               | Bev Bevan, Jeff Lynne, Richard Tandy a Roy Wood. |
| 2017 |                                                                                             | Joan Baez                              | |
| 2017 |                                                                                             | Journey                                | Jonathan Cain, Aynsley Dunbar, Steve Perry, Gregg Rolie, Neal Schon, Steve Smith a Ross Valory. |
| 2017 |                                                                                             | Pearl Jam                              | Jeff Ament, Matt Cameron, Stone Gossard, Dave Krusen, Mike McCready a Eddie Vedder. |
| 2017 |                                                                                             | Tupac Shakur                           | |
| 2017 |                                                                                             | Yes                                    | Jon Anderson, Bill Bruford, Steve Howe, Tony Kaye, Trevor Rabin, Chris Squire, Rick Wakeman and Alan White. |
| 2018 |                                                                                             | Bon Jovi                               | Jon Bon Jovi, David Bryan, Hugh McDonald, Richie Sambora, Alec John Such a Tico Torres |
| 2018 |                                                                                             | The Cars                               | |
| 2018 |                                                                                             | Dire Straits                           | |
| 2018 |                                                                                             | The Moody Blues                        | Graeme Edge, Justin Hayward, Denny Laine, John Lodge, Mike Pinder a Ray Thomas |
| 2018 |                                                                                             | Nina Simone                            | |
| 2019 |                                                                                             | The Cure                               | |
| 2019 |                                                                                             | Def Leppard                            | Joe Elliott, Phil Collen, Rick Allen, Rick Savage, Steve Clark a Vivian Campbell |
| 2019 |                                                                                             | Janet Jacksonová                       | |
| 2019 |                                                                                             | Stevie Nicks                           | |
| 2019 |                                                                                             | Radiohead                              | Colin Greenwood, Jonny Greenwood, Ed O'Brien, Phil Selway a Thom Yorke |
| 2019 |                                                                                             | Roxy Music                             | |
| 2019 |                                                                                             | The Zombies                            | |
| 2020 |                                                                                             | Depeche Mode                           | Vince Clarke, Andrew Fletcher, David Gahan, Martin Gore a Alan Wilder |
| 2020 |                                                                                             | The Dobbie Brothers                    | |
| 2020 |                                                                                             | Whitney Houston                        | |
| 2020 |                                                                                             | Nine Inch Nails                        | Alessandro Cortini, Robin Finck, Danny Lohner, Trent Reznor, Atticus Ross, Ilan Rubin a Chris Vrenna |
| 2020 |                                                                                             | The Notorious B.I.G.                   | |
| 2020 |                                                                                             | T. Rex                                 | Marc Bolan, Steve Currie, Mickey Finn a Bill Legend |
| 2021 |                                                                                             | Foo Fighters                           | Dave Grohl, Taylor Hawkins, Rami Jaffee, Nate Mendel, Chris Shiflett a Pat Smear |
| 2021 |                                                                                             | The Go-Go's                            | Charlotte Caffey, Belinda Carlisle, Gina Schock, Kathy Valentine a Jane Wiedlin |
| 2021 |                                                                                             | Jay-Z                                  | |
| 2021 |                                                                                             | Carole King                            | |
| 2021 |                                                                                             | Todd Rundgren                          | |
| 2021 |                                                                                             | Tina Turner                            | |
| 2022 |                                                                                             | Pat Benatarová                         | Pat Benatarová a Neil Giraldo |
| 2022 |                                                                                             | Duran Duran                            | Warren Cuccurullo, Simon Le Bon, Nick Rhodes, Andy Taylor, John Taylor a Roger Taylor |
| 2022 |                                                                                             | Eminem                                 | |
| 2022 |                                                                                             | Eurythmics                             | Annie Lennoxová a Dave Stewart |
| 2022 |                                                                                             | Dolly Partonová                        | |
| 2022 |                                                                                             | Lionel Richie                          | |
| 2022 |                                                                                             | Carly Simonová                         | |
| 2023 |                                                                                             | Kate Bushová                           | |
| 2023 |                                                                                             | Sheryl Crowová                         | |
| 2023 |                                                                                             | Missy Elliottová                       | |
| 2023 |                                                                                             | George Michael                         | |
| 2023 |                                                                                             | Willie Nelson                          | |
| 2023 |                                                                                             | Rage Against the Machine               | Tim Commerford, Zack de la Rocha, Tom Morello a Brad Wilk |
| 2023 |                                                                                             | The Spinners                           | John Edwards, Henry Fambrough, Billy Henderson, Pervis Jackson, Bobby Smith a Philippé Wynne |
| 2024 |                                                                                             | Mary J. Bligeová                       | |
| 2024 |                                                                                             | Cher                                   | |
| 2024 |                                                                                             | Dave Matthews Band                     | Carter Beauford, Jeff Coffin, Stefan Lessard, Dave Matthews, LeRoi Moore, Tim Reynolds, Rashawn Ross, Buddy Strong a Boyd Tinsley |
| 2024 |                                                                                             | Foreigner                              | Dennis Elliott, Ed Gagliardi, Lou Gramm, Al Greenwood, Mick Jones, Ian McDonald a Rick Wills |
| 2024 |                                                                                             | Peter Frampton                         | |
| 2024 |                                                                                             | Kool & the Gang                        | Robert "Kool" Bell, Ronald Bell, George Brown, Robert "Spike" Mickens, Claydes Charles Smith, James "J.T." Taylor, Dennis "Dee Tee" Thomas a Ricky Westfield                                                                                                   |
| 2024 |                                                                                             | Ozzy Osbourne                          | |
| 2024 |                                                                                             | A Tribe Called Quest                   | Ali Shaheed Muhammad, Phife Dawg, Q-Tip a Jarobi White |

### Průkopníci / Early Influences
| Rok  | Jméno                          |
| ---- | ------------------------------ |
| 1986 | Jimmie Rodgers                 |
| 1986 | Jimmy Yancey                   |
| 1986 | Robert Johnson                 |
| 1987 | Louis Jordan                   |
| 1987 | T-Bone Walker                  |
| 1987 | Hank Williams                  |
| 1988 | Woody Guthrie                  |
| 1988 | Leadbelly                      |
| 1988 | Les Paul                       |
| 1989 | The Ink Spots                  |
| 1989 | Bessie Smith                   |
| 1989 | The Soul Stirrers              |
| 1990 | Louis Armstrong                |
| 1990 | Charlie Christian              |
| 1990 | Ma Rainey                      |
| 1991 | Howlin' Wolf                   |
| 1992 | Elmore James                   |
| 1992 | Professor Longhair             |
| 1993 | Dinah Washington               |
| 1994 | Willie Dixon                   |
| 1995 | The Orioles                    |
| 1996 | Pete Seeger                    |
| 1997 | Mahalia Jackson                |
| 1997 | Bill Monroe                    |
| 1998 | Jelly Roll Morton              |
| 1999 | Bob Wills & His Texas Playboys |
| 1999 | Charles Brown                  |
| 2000 | Nat King Cole                  |
| 2000 | Billie Holiday                 |
| 2009 | Wanda Jackson                  |
| 2012 | Freddie King                   |
| 2015 | The 5 Royales                  |
| 2018 | Sister Rosetta Tharpe          |
| 2021 | Kraftwerk                      |
| 2021 | Charlie Patton                 |
| 2021 | Gil Scott-Heron                |

### Nevystupující / Non-performers
(textaři, producenti a další)
| Year | Name                         |
| ---- | ---------------------------- |
| 1986 | Alan Freed                   |
| 1986 | Sam Phillips                 |
| 1987 | Leonard Chess                |
| 1987 | Ahmet Ertegün                |
| 1987 | Jerry Leiber a Mike Stoller  |
| 1987 | Jerry Wexler                 |
| 1988 | Berry Gordy, Jr.             |
| 1989 | Phil Spector                 |
| 1990 | Gerry Goffin a Carole King   |
| 1990 | Holland-Dozier-Holland       |
| 1991 | Dave Bartholomew             |
| 1991 | Ralph Bass                   |
| 1992 | Leo Fender                   |
| 1992 | Bill Graham                  |
| 1992 | Doc Pomus                    |
| 1993 | Dick Clark                   |
| 1993 | Milt Gabler                  |
| 1994 | Johnny Otis                  |
| 1995 | Paul Ackerman                |
| 1996 | Tom Donahue                  |
| 1997 | Syd Nathan                   |
| 1998 | Allen Toussaint              |
| 1999 | George Martin                |
| 2000 | Clive Davis                  |
| 2001 | Chris Blackwell              |
| 2002 | Jim Stewart                  |
| 2003 | Mo Ostin                     |
| 2008 | Kenny Gamble and Leon Huff   |
| 2010 | David Geffen                 |
| 2010 | Otis Blackwell               |
| 2010 | Jeff Barry a Ellie Greenwich |
| 2010 | Mort Shuman                  |
| 2010 | Jesse Stone                  |
| 2010 | Barry Mann a Cynthia Weil    |
| 2011 | Jac Holzman                  |
| 2011 | Art Rupe                     |
| 2012 | Don Kirshner                 |
| 2013 | Lou Adler                    |
| 2013 | Quincy Jones                 |
| 2014 | Brian Epstein                |
| 2014 | Andrew Loog Oldham           |
| 2016 | Bert Berns                   |
| 2020 | Irving Azoff                 |
| 2020 | Jon Landau                   |
| 2021 | Clarence Avant               |

### Celoživotní dílo / Lifetime Achievement
Opět ocenění pro nevystupující osoby (non-performers), tentokrát za celoživotní dílo.
| Rok  | Jméno                    |
| ---- | ------------------------ |
| 1986 | John Hammond             |
| 1991 | Nesuhi Ertegün           |
| 2004 | Jann Wenner              |
| 2005 | Frank Barsalona          |
| 2005 | Seymour Stein            |
| 2006 | Herb Alpert a Jerry Moss |

### Sidemen
Od roku 2012 nahrazeno kategorií "Musical Excellence".
| Rok  | Jméno           | Nástroj   |
| ---- | --------------- | --------- |
| 2000 | Hal Blaine      | bicí      |
| 2000 | King Curtis     | saxofon   |
| 2000 | James Jamerson  | baskytara |
| 2000 | Scotty Moore    | kytara    |
| 2000 | Earl Palmer     | bicí      |
| 2001 | James Burton    | kytara    |
| 2001 | Johnnie Johnson | piáno     |
| 2002 | Chet Atkins     | kytara    |
| 2003 | Benny Benjamin  | bicí      |
| 2003 | Floyd Cramer    | piáno     |
| 2003 | Steve Douglas   | saxofon   |
| 2008 | Little Walter   | harmonika |
| 2009 | Bill Black      | baskytara |
| 2009 | D. J. Fontana   | bicí      |
| 2009 | Spooner Oldham  | klávesy   |
| 2011 | Leon Russell    | klávesy   |

### Musical Excellence
Od roku 2012 nahrazuje kategorii "Sidemen".
| Rok  | Jméno          |
| ---- | -------------- |
| 2012 | Cosimo Matassa |
| 2012 | Tom Dowd       |
| 2012 | Glyn Johns     |
| 2014 | E Street Band  |
| 2015 | Ringo Starr    |
| 2017 | Nile Rodgers   |
| 2021 | LL Cool J      |
| 2021 | Billy Preston  |
| 2021 | Randy Rhoads   |
| 2022 | Judas Priest   |